# Blood patch
Pour les articles homonymes, voir BP.
Le blood patch (BP) ou épidural blood patch, se définit par l'injection de sang autologue dans l'espace péridural lombaire.
Il constitue le traitement de référence des complications de la brèche durale : le plus souvent les céphalées post-ponction dure-mérienne invalidantes (voir syndrome post-ponction lombaire) mais également les troubles auditifs et les paralysies oculomotrices en rapport avec une brèche.
Deux théories sont émises sur l'origine de l'efficacité de cette technique :
- la théorie du bouchon, qui s'explique par le fait que le sang injecté forme un bouchon qui stoppe les pertes de LCR ;
- la théorie du rétablissement de la pression péridurale : l'injection de sang permettrait de stopper la distension des méninges.

## Technique
Le blood patch est réalisé par un anesthésiste-réanimateur et nécessite la présence de deux opérateurs : un pour pratiquer la ponction péridurale et l'injection du sang, l'autre pour pratiquer le prélèvement et surveiller le patient.
La ponction péridurale est d'abord réalisée. Puis le prélèvement sanguin au pli du coude se fait dans une seringue de 20 ml. L'injection du blood patch se fait alors dans l'espace péridural, lentement (1 ml/3 secondes) et doit être interrompue dès l'apparition de douleurs lombaires ou radiculaires traduisant une compression trop importante.
Le volume recommandé est de 15 à 20 ml de sang, en stoppant l'injection en cas de douleurs radiculaires ou lombaires trop importantes.
Un décubitus pendant deux heures doit être respecté après le blood patch.
Un blood patch peut être  parfois nécessaire pour des brèches durales "spontanées" (non-liées à une ponction lombaire ou à une anesthésie péridurale). Dans ce cas, le niveau de ponction n'est pas toujours lombaire, le niveau de la brèche pouvant être thoracique ou cervical. Ces interventions, à risque plus élevé que l'abord lombaire classique, nécessitent généralement l'identification du niveau de la brèche, le plus souvent par une IRM médullaire.

## Efficacité
Une étude versus placebo (Seebacher et al.) a obtenu 92 % de succès pour un volume moyen de 15 ml mais il semble que l'efficacité ait été surestimée lors de l'étude.
Dans une autre étude sur une population hétérogène de 504 patients (majorité de ponctions lombaires dans un contexte neurologique), Safa-Tisseront et al. obtiennent 75 % de succès complets, 18 % incomplets et 7 % d'échecs. L'efficacité est moindre si la brèche a été réalisée avec une aiguille de gros calibre.
Il semblerait également que le délai de réalisation du patch influe sur l'efficacité. Il serait apparemment mieux de réaliser le blood patch après un délai de 24 heures suivant le traumatisme de la dure-mère (d'après une étude de Loeser et al.).
On peut donc estimer que les chances de succès d'un premier blood patch correctement effectué sont de 70 à 95 %. Un second blood patch serait efficace dans près de 100 % des cas.
Les troubles auditifs et les céphalées répondent bien au blood patch, alors que les paralysies oculomotrices semblent plus résistantes en raison de phénomènes ischémiques.

## Alternatives
Des alternatives existent, telles le bloc du ganglion sphéno-palatin, l'administration de caféine, d'ACTH, d'AINS, l'injection péridurale de sérum physiologique... L'efficacité de ces technique reste inférieure à celle du blood patch,.